# Крисс, Анатолий Евсеевич
Анатолий Евсеевич Крисс (при рождении Навтоля Авшиевич Крыс; 16 сентября 1908, Одесса — 12 ноября 1984, Москва) — советский микробиолог, Ддктор биологических наук. Лауреат Ленинской премии.

## Биография
Родился 3 сентября (по старому стилю) 1908 года в Одессе, в семье балтского мещанина  Авшия Зельман-Менделевича Крыса и Бейлы Крыс. После смерти отца от холеры в 1920 году стал беспризорником, несколько лет скитаясь по стране. Затем осел в Бобруйске, где получил школьное образование.
Окончил в 1930 году Государственный Институт медицинских знаний (впоследствии 2-й Ленинградский медицинский институт). 
Ученик академика Г.А. Надсона, А.Е. Крисс начал свою научную деятельность в Лаборатории микробиологии АН СССР, которая после перевода в Москву в 1934 г. была преобразована в Институт микробиологии АН СССР. 
Материалы его кандидатской диссертации опубликованы в 1937 году в качестве книги «Изменчивость актиномицетов».
В годы Великой Отечественной войны участвовал в разработке препаратов бактериофагов, применявшихся для лечения желудочно-кишечных инфекций. Эти исследования легли в основу защищенной им в 1947 году докторской диссертации «Бактериофаг как двухкомпонентная система».
В 1946 году организовал при Отделении биологических наук АН СССР первую в СССР лабораторию электронной микроскопии. Руководил ею почти 20 лет.
С 1948 года заведующий отделом географии микроорганизмов Института микробиологии АН СССР (с 1950 года отдел морской микробиологии). До 1940-х годов морская микробиология ограничивала свои исследования шельфовыми водами или поверхностными слоями морей. Работами А. Е. Крисса было положено начало глубоководной морской микробиологии.
В первые послевоенные годы А. Е. Крисс начал систематические исследования микрофлоры глубоководных районов Черного моря. На основании детальных обследований водной толщи и грунтов Черного, Каспийского и Охотского морей, а также Северного Ледовитого океана было показано, что микроорганизмы обитают и на глубинах в несколько сотен и тысяч метров, в том числе и подо льдами в районе Северного полюса, где А.Е. Крисс работал на дрейфующих станциях (СП-3, СП-4, СП-5) в 1953–1956 годах. 
Принимал участие в комплексных океанологических экспедициях в открытых акваториях Атлантического, Индийского и Тихого океанов, в морях Антарктики.
В 1970-е годы объектом научных интересов А. Е. Крисса становится микробное население Антарктики, он занимается изучением микрофлоры озера Ванда, собирает материал в водах, омывающих Антарктиду. Он был первым в мире микробиологом, который побывал на Северном и Южном полюсах Земли. Тяжёлая болезнь помешала ему завершить работу над последней задуманной им книгой «Микробное население Арктики и Антарктики».
Доктор биологических наук. Профессор. Лауреат Ленинской премии 1960 года за труды по глубоководной микробиологии.
Похоронен в Москве на Хованском кладбище (Центральная территория).

## Монографии
- «Морская микробиология (глубоководная)» (1959). Отмечена Ленинской премией за 1960 г. и переведена на английский, японский и немецкий языки;
- «Микробное население Мирового океана (видовой состав, географическое распространение)» (1964);
- «Жизненные процессы и гидростатическое давление» (1973);
- «Микробиологическая океанография» (1976).